# カンタベリー十字

カンタベリー十字

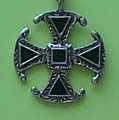
カンタベリー十字のブローチ

カンタベリー十字（カンタベリーじゅうじ、英語：Canterbury Cross）は、キリスト教のシンボルとして使われる十字架の一つ。イングランドのカンタベリーで発見されたサクソン族のブローチに基づいてそう呼ばれている。

## 概要
基となったブローチは Canterbury Heritage Museum に保管されている。形状は真ん中の小さな四角形から4つの腕が伸びており、腕は外へ行くにつれ広がるため三位一体を表す三角形に見える。各腕の端は曲線になっていて、全体で途切れた1つの円になる。
英国聖公会の総本山であるカンタベリー大聖堂にこの十字の石造りの像が建てられていて、土産物屋でもこの十字が売られているため大聖堂へ巡礼した人々にはおなじみの十字であるが、聖公会のシンボルとして使われることもある。例えば、1932年にはカンタベリーで作られたカンタベリー十字が、全世界の聖公会の主教座聖堂へ聖公会の構成員の証しとして贈られたこともあった。 